# Шкурати
Шкурати́ —  село в Україні, у Пирятинській міській громаді Лубенського району Полтавської області. Населення становить 15 осіб. До 2020 року орган місцевого самоврядування — Дейманівська сільська рада. 

## Географія
Село Шкурати розташоване на лівому березі річки Удай, вище за течією на відстані 2 км розташоване село Дейманівка, нижче за течією на відстані 1,5 км розташоване село Скибинці. Річка в цьому місці звивиста, утворює лимани, стариці та заболочені озера.

## Пам'ятки
Неподалік від села розташований ландшафтний заказник загальнодержавного значення «Дейманівський», на північ від села розташований ботанічний заказник місцевого значення «Шкуратівський».

## Історія
12 червня 2020 року, відповідно до розпорядження Кабінету Міністрів України № 721-р «Про визначення адміністративних центрів та затвердження територій територіальних громад Полтавської області», село увійшло до складу Пирятинської міської громади.
19 липня 2020 року, в результаті адміністративно - територіальної реформи та ліквідації Питятинського району, село увійшло до складу новоутвореного Лубенського району.

## Населення
Згідно з переписом УРСР 1989 року чисельність наявного населення села становила 37 осіб, з яких 18 чоловіків та 19 жінок.
За переписом населення України 2001 року в селі мешкало 15 осіб. 100 % населення вказало своєю рідною мовою українську мову.